# Míchel Macedo Rocha Machado
Michel Macedo Rocha Machado (Rio de Janeiro, 15 de febrer de 1990) és un futbolista professional brasiler, que ocupa la posició de defensa, actualment al Ceará.
Ha jugat al futbol espanyol; arribà a la UD Almería el 2008, provinent del Flamengo.